# Dr. James Wilson
Dr. James Wilson er en fiktiv karakter i den berømte, amerikanske dramaserie House M.D., spillet af Robert Sean Leonard. Wilson er onkolog, og desuden Houses bedste og eneste ven. Wilson mister sin kæreste Amber i sæson 4 episode 24 "No Reason", i en busulykke.